# Sulfato de aluminio
El sulfato de aluminio es una sal de fórmula Al2(SO4)3, es sólido y blanco (en el caso del sulfato de aluminio tipo A, con un contenido de hierro inferior 0.5%) y marrón para el caso del sulfato de aluminio tipo B (contenido de hierro inferior al 1,5%). Es ampliamente usada en la industria, comúnmente como coagulante en la purificación de agua potable y en la industria del papel.

## Obtención
El sulfato de aluminio puede obtenerse disolviendo hidróxido de aluminio con ácido sulfúrico:
2 Al(OH)3 + 3 H2SO4 + 12 H2O → Al2(SO4)3·18 H2O

## Propiedad floculante
Cuando el pH del agua es débilmente ácido, neutro o débilmente alcalino, el aluminio precipita arrastrando las partículas en suspensión, dejando el agua transparente.
Esta propiedad es comúnmente usada en piscinas y para tratamiento de aguas industriales para evitar formación de gérmenes y algas.

## Aplicaciones
Es empleado en la purificación de agua y como mordiente de pigmentos en textiles. También se emplea como antitranspirante aunque, desde 2005, la FDA no lo reconoce como absorbente de la humedad.
Se usa también en los equipos de fútbol para limpiar la suela de las botas.